# Magistros
Il magistros (in greco μάγιστρος?, in latino magister), era un funzionario amministrativo dell'impero bizantino, forma evoluta di quella di magister officiorum dell'Impero romano.

## Storia
La carica di magistros rappresenta la continuazione e l'evoluzione di quella di magister officiorum nell'Impero romano, in seguito Impero bizantino. Venne istituito nel tardo VII secolo-inizi VIII secolo. Ciononostante, sembra che il titolo di magistros e quello di magister officiorum siano coesistiti per un certo periodo di tempo (tant'è che nel IX secolo Stylianos Zautzes, patrigno di Leone VI venne insignito della carica di magister officiorum (o meglio μάγιστρος τῶν θείων ὀφφικίων). 
Nonostante venisse lasciata inalterata la forma del titolo, il ruolo di magister officiorum venne rimpiazzato nelle sue funzioni tipiche dal logothetes tou dromou (come sovrintendente degli affari pubblici e della politica estera) e dai tagmata (come guardia del corpo dell'imperatore).
Fino al regno di Michele III nella burocrazia vi erano al massimo due magistroi, il più anziano dei quali era chiamato prōtomagistros (πρωτομάγιστρος, "primo magistros"), uno dei ministri più importanti dello Stato (sebbene privo di funzioni specifiche) e capo del Senato bizantino. In seguito il titolo di magistros cominciò ad essere assegnato come titolo onorifico di corte (rimanendo il più elevato nella gerarchia di tali titoli fino all'introduzione della carica di proedros alla metà del X secolo). Già nell'XI secolo il valore del titolo si era molto svalutato, fino ad estinguersi completamente alla metà del XII secolo.